# Тараз (станция)
Станция Тараз (каз. Тараз станциясы) — железнодорожная станция Казахстанских железных дорог, расположенная в Таразе.

## История
В августе и сентябре 1917 года Аулие-Атинский совет рабочих и солдатских депутатов предпринял меры по быстрейшему доведению железной дороги до Аулие-Аты, чтобы иметь постоянную связь с промышленным центром страны, однако строительство дороги велось медленно.
28 ноября 1920 года была построена линия до станции Аулие-Ата и было пущено временное движение.
4 сентября 1920 года СНК РСФСР принял декрет о продолжении строительства линии Ауле-Ата – Мерке – Пишпек протяженностью 251 верста, но к осени стройка приостановилось.
В полном объёме строительство дороги развернулось с весны 1924 года, когда стройка приобрела массовый народный характер.
Постановлением от 10 января 1936 года станция Аулие-Ата была переименована в станцию Мирзоян. В 1938 году была переименована в станцию Джамбул, носившую имя поэта до 2017 года.